# أوتشان نانتشان نو هونو نو تشالينجر: دينريو إرايرا بو
أوتشان نانتشان نو هونو نو تشالينجر: دينريو إرايرا بو (باليابانية: ウッチャンナンチャンの炎のチャレンジャー 電流イライラ棒) هي لعبة فيديو لنظام نينتندو 64، صدرت عام 1997 في اليابان فقط.

## وصلات خارجية
- (باليابانية) موقع هادسن الرسمي[وصلة مكسورة]